# 11012 Henning
11012 Henning (1982 JH2) là một tiểu hành tinh vành đai chính.